# Djamel Bensalah
Djamel Bensalah (Saint-Denis, Francia, 7 de abril de 1976) es un productor, guionista y director de cine franco - argelino .

## Biografía
Djamel Bensalah estudió en el colegio Henri Barbusse y en el instituto Paul-Éluard de Saint-Denis.  Estudió sociología en la Universidad de Vincennes-Saint Denis con opción de antropología.
En 1994 realizó su primer cortometraje Silencio existimos. En 1999 dirigió su segundo cortometraje El cielo, los pájaros y vuestra madre con Jamel Debbouze, Lorànt Deutsch, Julien Courbey y Stéphane Soo Mongo. 

## Filmografía

### Director y guionista
- 1996 : Hay algo de mierda en el aire, cortometraje de 19 min.
- 1999 : El cielo, los pájaros y... tu madre
- 2002 : The Raid (también coproductor y productor ejecutivo)
- 2005 : Érase una vez en el Oued (también coproductor y productor ejecutivo)
- 2007 : Big City (también coproductor)
- 2011 : Beur sur la ville (también productor y distribuidor)

### Productor
- 2009 : Neuilly su madre! (productor ejecutivo y coguionista)
- 2011 : Beur sur la ville (productor delegado y coguionista)
- 2015 : An Almost Perfect Village (productor delegado y coguionista)
- 2018 : Neuilly su madre, su madre (productor ejecutivo y coguionista)

### Actor
- 1994 : Agua fría de Olivier Assayas
- 2008 : Agathe Cléry de Étienne Chatiliez : Kader, colaborador de Quentin
- 2015 : Un pueblo casi perfecto de Stéphane Meunier

## Distinciones
- Chevalier de l'ordre national du Mérite
- Commandeur de l'ordre des Arts et des Lettres (2015).[3][4][5]